# Tournon-Saint-Pierre
Tournon-Saint-Pierre è un comune francese di 523 abitanti situato nel dipartimento dell'Indre e Loira nella regione del Centro-Valle della Loira.

## Società

### Evoluzione demografica
Abitanti censiti